# Il fantasma dello spazio
Il fantasma dello spazio (Phantom from Space) è un film del 1953 prodotto e diretto dal regista W. Lee Wilder. È una pellicola di fantascienza indipendente in bianco e nero. Si tratta di uno dei numerosi film dei primi anni cinquanta girati da Wilder col figlio Miles, per lo più con la stessa troupe, finanziati per essere distribuiti da United Artists e, occasionalmente, dalla RKO Radio Pictures.

## Trama
Un UFO viene rilevato in Alaska mentre si dirige a velocità elevatissima verso la California. Allo stesso tempo, gli agenti della FCC ravvisano una perturbazione nelle trasmissioni radiotelevisive nell'area della San Fernando Valley, sempre in California: di conseguenza si attivano per cercare di stabilirne la causa. Poco dopo, nei pressi di Los Angeles avvengono due omicidi ed un incidente in un impianto petrolifero. I testimoni riferiscono della presenza nei luoghi degli avvenimenti di un uomo che indossa una specie di scafandro o tuta spaziale ed un casco, entro la visiera del quale pare non esserci alcuna testa.
I tre filoni di indagine convergono nei pressi dell'Osservatorio Griffith di Los Angeles. Si comincia ad ipotizzare che i tre fenomeni siano collegati. Gli investigatori stanno per raggiungere l'uomo in tuta il quale, penetrato in un capannone, fa poi perdere le proprie tracce. Vengono tuttavia ritrovati la tuta e il casco, che vengono sottoposti ad analisi: la tuta, di uno sconosciuto materiale indistruttibile, presenta alti livelli di radioattività, mentre nel casco si rileva la presenza di una miscela di gas di cui l'umanoide si serve per la respirazione.
Barbara Randall dell'Osservatorio Griffith ha un contatto con l'essere misterioso. Egli è invisibile, ma, si scopre, se viene sottoposto alla radiazione ultravioletta può diventare visibile: Barbara ne scorge una mano, arto che batte dei colpi sul tavolo in quello che sembra essere un codice di comunicazione sconosciuto, prima che scompaia di nuovo. Si ipotizza allora che l'uomo possa essere dotato di un'intelligenza superiore che lo ha reso in grado di raggiungere la Terra partendo da qualche altra zona dello spazio, mentre si appura che gli omicidi non debbano necessariamente doverglisi attribuire, almeno intenzionalmente.
L'essere, la cui presenza non sfugge al cane di Barbara, finisce col raggiungere il telescopio posto nella parte superiore dell'osservatorio e di nuovo cerca di comunicare con gli investigatori e gli scienziati. La luce ultravioletta permette ora di scorgerne le sembianze, decisamente umane, nella loro interezza. Il casco, di cui era riuscito a reimpadronirsi, si rompe ed il povero alieno, giunto alla fine delle sue riserve respiratorie, muore, mentre il suo corpo svanisce.

## Produzione
W. Lee Wilder costituì una società di produzione cinematografica all'inizio degli anni cinquanta chiamata Planet Filmplays con lo scopo di produrre e dirigere film di fantascienza a basso budget, con sceneggiature scritte in collaborazione con suo figlio Miles.
Il fantasma dello spazio utilizza filmati di repertorio di piattaforme radar. Alcuni di questi filmati sarebbero riapparsi in seguito in Guerra tra i pianeti (1954).

## Distribuzione
Il fantasma dello spazio venne distribuito nei cinema il 15 maggio 1953.
La Legend Films ha pubblicato una versione a colori del film.

## Accoglienza
Lo storico e critico cinematografico Glenn Erickson ha scritto: "Dopo un paio di minestre senza ispirazione alla fine degli anni '40 (The Pretender è in realtà un buon film), Wilder ha raggiunto il suo massimo di incompetenza con questa meraviglia senza budget riguardante l'invasore spaziale più triste mai registrato... Scene di dialogo infinite si alternano con l'intero cast di sei persone che corrono avanti e indietro nel vecchio interno del Griffith Planetarium. Il povero invasore è un robusto bagnino calvo con una tuta spaziale radioattiva e un casco che sembra essere lo stesso oggetto di Robot Monster, in qualche modo alterato."